# Gabriele Prescher

Gabriele Prescher

Gabriele Prescher (* 28. Oktober 1958; † 21. Juni 2023 in Oberhausen) war eine deutsche Biologin, die beim Aderhautmelanom eine für einen soliden Tumor einzigartige Beziehung zwischen einer genetischen Veränderung (Verlust eines Chromosoms 3) und dem klinischen Verhalten (Metastasierung) nachgewiesen hat. Die Untersuchung des Chromosoms 3 ist heute wesentlicher Bestandteil der prognostischen Beurteilung eines Aderhautmelanoms.

## Leben
Gabriele Prescher studierte von 1978 bis 1985 Biologie an der Philipps-Universität Marburg und schloss 1985 das Studium mit einem Diplom in Biologie ab. Das Thema der Diplomarbeit lautete Cyto-taxonomische Untersuchungen an der Gattung Luzula. Von 1986 bis 1997 arbeitete sie als Wissenschaftlerin in der Inneren Klinik (Tumorforschung) des Universitätsklinikums Essen. 1993 promovierte sie an der Universität-Gesamthochschule Essen zur Doktorin der Naturwissenschaften (Dr. rer. nat.) mit dem Thema Genetische Anomalien bei Melanomen der Uvea. Von 1997 bis 2022 arbeitete sie im Bereich Tumorzytogenetik eines privaten Diagnostiklabors.
Gabriele Prescher war die Lebensgefährtin von Bernhard Horsthemke.

## Wissenschaftliches Wirken
Der wissenschaftliche Schwerpunkt von Gabriele Prescher war die Chromosomenanalyse von Leukämien sowie von Aderhautmelanomen, den häufigsten intraokularen Tumoren des Menschen. 1990 entdeckte sie beim Aderhautmelanom erstmals spezifische Aberrationen von Chromosom 3, Chromosom 6 und Chromosom 8, die diesen Tumor vom malignen Melanom der Haut unterschieden. Besonders auffällig war das Fehlen eines Chromosoms 3 (Monosomie 3) in ca. 50 Prozent der untersuchten Tumoren. In Zusammenarbeit mit Ophthalmologen, Epidemiologen und Humangenetikern konnte Gabriele Prescher dann erstmals zeigen, dass die Monosomie 3 mit einem hohen Risiko für die Metastasierung des Aderhautmelanoms und das frühzeitige Versterben der Patienten assoziiert ist, während Tumoren mit zwei Chromosomen 3 (Disomie 3) so gut wie nie metastasieren. Ihre 1996 im Fachblatt The Lancet publizierte Entdeckung wurde mehr als 500 mal (Stand: September 2023) zitiert und bildet bis heute die Grundlage für einen genauen prognostischen Test für Patienten mit Aderhautmelanom.

## Auszeichnungen
- 1989: Farmitalia Carlo-Erba-Preis der Arbeitsgemeinschaft für internistische Onkologie in der Deutschen Krebsgesellschaft e.V. (zusammen mit Reinhard Becher).[6]

## Belege
1. 1 2  ONKO-Internetportal: Aderhautmelanom.
2. ↑  G. Prescher, N. Bornfeld, R. Becher (1990) Nonrandom chromosomal abnormalities in primary uveal melanoma. In:  J Natl Cancer Inst. 82(22), S. 1765–1769 https://doi.org/10.1093/jnci/82.22.1765
3. ↑  G. Prescher, N. Bornfeld, B. Horsthemke, R. Becher (1992) Chromosomal aberrations defining uveal melanoma of poor prognosis. In: The Lancet. 339 (8794), S. 691-692 doi:10.1016/0140-6736(92)90861-V.
4. ↑  G. Prescher, N. Bornfeld, H. Hirche, B. Horsthemke, K.H. Jöckel, R. Becher (1996) Prognostic implications of monosomy 3 in uveal melanoma. In: The Lancet. 347 (9010), S. 1222-1225 PubMed.
5. ↑  https://www.webofscience.com/
6. ↑  D. Füllenbach: Der Farmitalia Carlo-Erba-Preis. In: Onkologie. Band 9, Suppl. 2, 1986, S. 20–22, doi:10.1159/000216068.
Der Farmitalia Carlo-Erba-Preis. Preisträger 1982–1989. In: Onkologie. Band 13, Nr. 1, 1990, S. 79, doi:10.1159/000216728, Volltext (PDF).

| Personendaten    | Personendaten      |
| ---------------- | ------------------ |
| NAME             | Prescher, Gabriele |
| KURZBESCHREIBUNG | deutsche Biologin  |
| GEBURTSDATUM     | 28. Oktober 1958   |
| STERBEDATUM      | 21. Juni 2023      |
| STERBEORT        | Oberhausen         |